# Acorn Archimedes

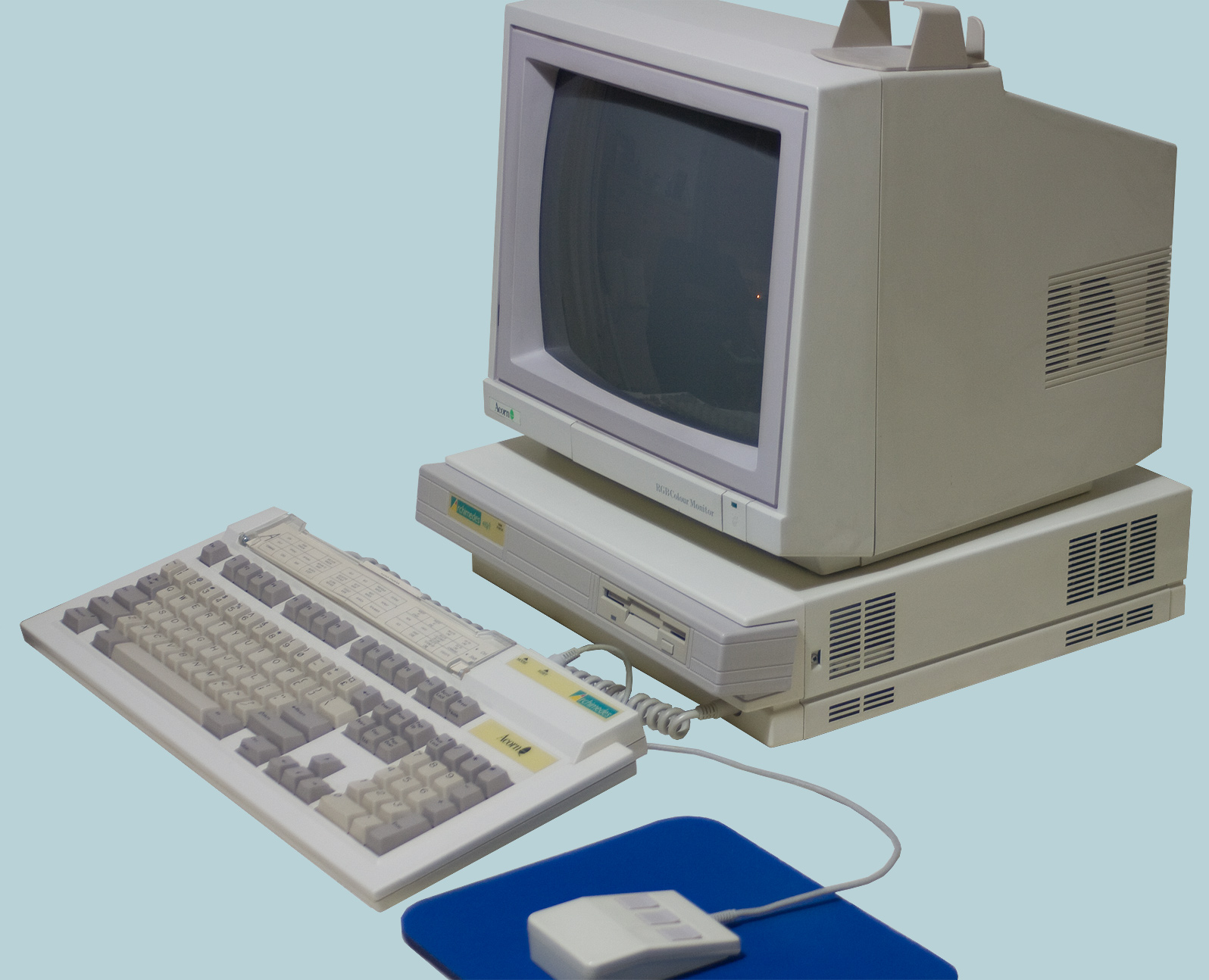
Mikrokomputer Archimedes

Acorn Archimedes – rodzina komputerów osobistych zaprojektowanych przez Acorn Computers Ltd.  w Wielkiej Brytanii. Zbudowana w oparciu o architekturę ARM i system operacyjny RISC OS stworzone przez Acorn. W sprzedaży od 1987 do połowy lat 90. XX w.
Pierwsze modele, Archimedes A305 i A310, wprowadzone zostały w 1987 r., zawierały procesor ARM-2 taktowany 8 MHz. Architektura komputera opierała się na trzech specjalizowanych układach scalonych: VIDC (układ graficzno-dźwiękowy), MEMC (kontroler pamięci RAM) i IOC (układ wejścia-wyjścia). VIDC oferował m.in. tryby graficzne: 1024 na 1024 pikseli dwukolorowy, 640 na 256 pikseli z 256 kolorami czy 640 na 512 pikseli z 16 kolorami na ekranie, a także 8 kanałów 8-bitowego dźwięku. MEMC adresował maksymalnie 4 MB RAM, standardowo model A305 miał jej 512 KB, A310 – 1 MB. Pierwotnie, jako systemu operacyjnego używano systemu o nazwie Arthur, następnie RISC OS. W grudniu 1987 r. model A310 z kolorowym monitorem kosztował £1089.

## Modele

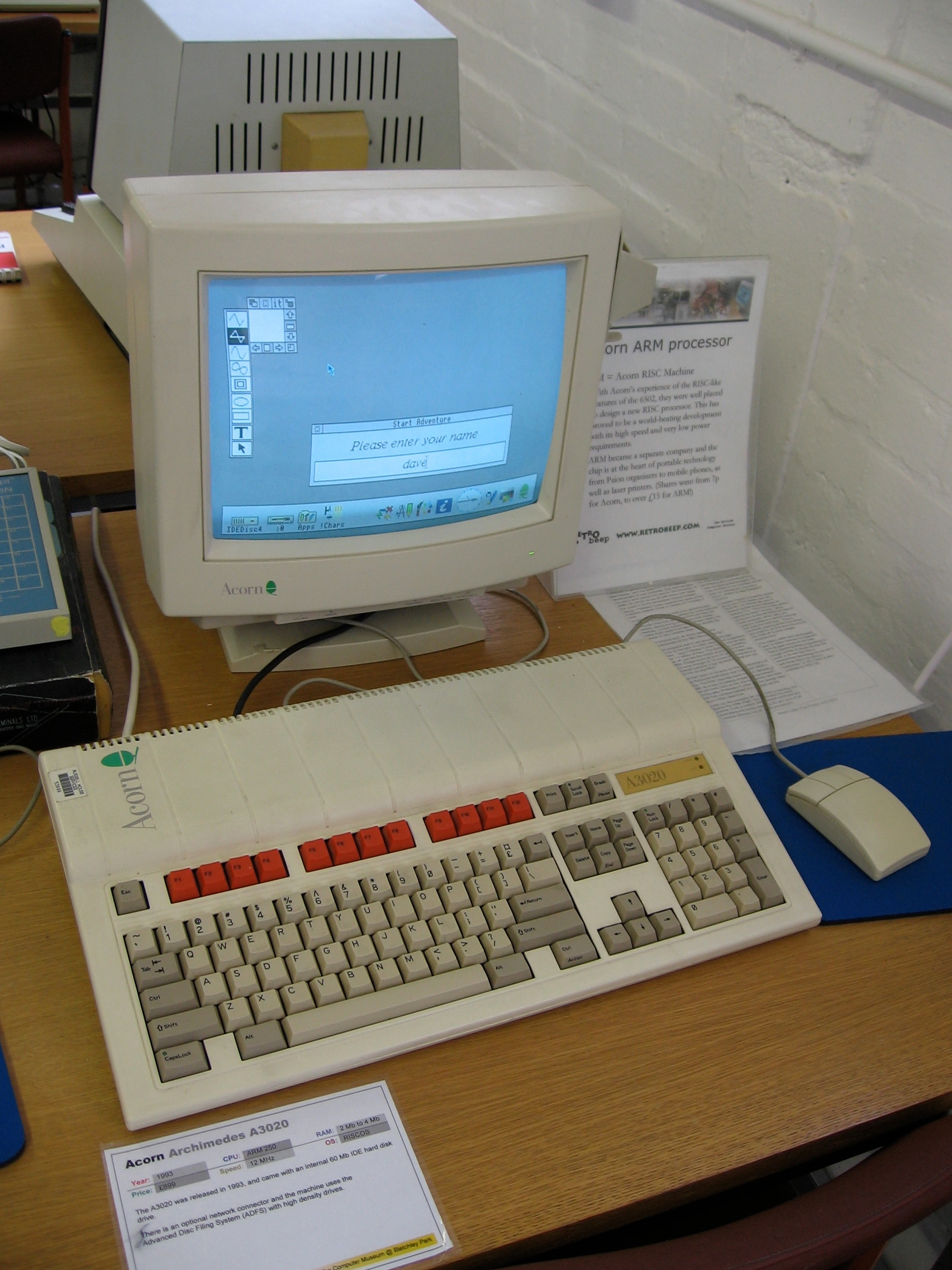
Acorn Archimedes A3020

Niektóre modele były oferowane w różnych konfiguracjach – różne ilości pamięci, twarde dyski itp., także w specjalizowanych zestawach sprzętowo-programowych, np. Archimedes Music Workstation, z systemem Unix jako seria Acorn R, wreszcie pod marką BBC Computer
- A305/A310 (1987) – modele podstawowe
- A440 (1987) – wersja z fabrycznie montowanym twardym dyskiem 20 MB i 4 MB RAM
- seria A4xx/1 (1989) – modele z poprawionym kontrolerem pamięci i systemem RISC OS 2
  - A410/1 – 1 MB RAM
  - A420/1 – 2 MB RAM, dysk twardy 20 MB
  - A440/1 – 4 MB RAM, dysk twardy 50 MB
- A3000 (1989) – pierwszy model na rynek domowy, w jednej obudowie z klawiaturą (jak Amiga 500)
- A540 (1990) – procesor ARM3/25 MHz, 4 MB RAM, dysk 100 MB SCSI
- A5000 (1991) – pierwsze większe unowocześnienie architektury (standardowe wyjście monitorowe VGA zamiast własnego, nietypowego, złącze RS-232 zamiast RS-423, dwukierunkowy port równoległy, stacja dysków podwójnej gęstości, kontroler IDE), RISC OS 3, wiele różnych wersji
- A4 (1992) – jedyny laptop Acorn, ARM3/24 MHz, ekran 640 × 480, 16 odcieni szarości, różne konfiguracje
- A30x0/A4000 (1992) – modele domowe i edukacyjne, następcy A3000, o cechach architektury A5000, zbudowane na bazie chipu ARM250/12 MHz (procesor ARM2 i układy specjalizowane komputera w jednej obudowie)
  - A3010 – model na rynek domowy, zintegrowany z klawiaturą, dwa gniazda joysticków, modulator TV, brak kontrolera dysku twardego
  - A3020 – model na rynek edukacyjny, pozbawiony modulatora i gniazd joysticków, posiada kontroler IDE i miejsce na kartę sieciową
  - A4000 – model na rynek SOHO ("small office, home office"), jak A3020, lecz obudowa oddzielna od klawiatury.

## Odbiór rynkowy
Komputery były produkowane do 1994 r., kiedy zastąpiła je seria Risc PC. Były pod koniec lat 80. popularnymi komputerami szkolnymi w Wielkiej Brytanii, ale poza tym nie zdobyły uznania.
W Polsce komputery te prezentowane są przez Muzeum Historii Komputerów i Informatyki w Katowicach.